# Јапанска тешка крстарица Фурутака
Крстарица Фурутака је први од два брода истоимене серије јапанских тешких крстарица класе Фурутака. Она је добила име по планини Фурутака, која се налази код места Етаџима - Хирошима, одмах иза јапанске царске морнаричке академије.

## Позадина
Фурутака и брод близанац Како су прва генерација брзих тешких крстарица у јапанској морнарици, намењених да парирају америчким лаким крстарицама класе Омаха и британски класе Хукинс.

## Служба

### Ранији период
Фурутака је грађена у Мицубишијевом бродоградилишту у Нагасакију и завршена је 31. марта 1926. године.
Она је реконструисана и модернизована у државном бродоградилишту у месту Куре 1939. године.

### Рана фаза рата на Пацифику
Крајем 1941. године, Фурутака се налазила у саставу 6. дивизије крстарица под командом контраадмирала Аритомо Готоа, у првој флоти, заједно са крстарицама Аоба, Како и Кинугаса. У време напада на Перл Харбор, она је ангажована у подршци инвазије на острво Гвам.
Након неуспеха првог покушаја освајања острва Вејк. 6. дивизија крстарица је прикључена инвазионим снагама за други напад на острво, и након пада Вејк-а, 6. дивизија крстарице се враћа у истурену базу на атолу Трук - Каролинска острва.
Од 18. јануара 1942. године, 6. дивизија крстарица је била додељена као помоћ јапанским десантним снагама, које је требало да се искрцају код Рабаула на Новој Британији и Кавиенга на Новој Ирској, и патролирају недалеко од Маршалских острва у безуспешном лову на америчку флоту. Током марта и априла 1942. годние, 6. дивизија крстарица пружа помоћ 18. дивизији крстарица на задатку подршке искрцавању јапанских снага на Соломонова острва и Нову Гвинеју, укључујући острво Шортленд, Бука, Киата, острво Манус, Адмиралска острва и Тулаги, из истурене базе у Рабаулу. Код острва Шортленд 6. маја 1942. године, Фурутака је нападнута од четири америчка бомбардера Боинг Б-17 летећа тврђава, али није претрпела никаква оштећења.

### Битка у Коралном мору
У бици у Коралном мору, 6. дивизија крстарица напушта Шортленд и састаје се на мору са лаким носачем авиона Шохо. У 11:00 сати 7. маја 1942. године, северно од острва Тулаги, Шохо је нападнут и потопљен од 93 обрушавајућих бомбардера Донтлис и торпедних бомбардера Девастатор са америчких носача авиона Јорктаун и Лексингтон.
Следећег дана, 8. маја 1942. године, 46 Донтлис, 21 Девастатор и 15 Вајдлкет са носача Јорктаун и Лексингтон оштећују јапански носач авиона Шокаку са неколико погодака и присиљавају га на повлачење. Крстарице Фурутака и Кинугаса, које су остале нетакнуте у бицу, прате Шокаку ка атолу Трук.
Фурутака се враћа у Куре 5. јуна 1942. године ради ремонта, и враћа се назад на атол Трук 7. јула 1942. године. У великој реорганизацији у јапанској морнарици, Фурутака је прикључена новоформираној осмој флоти под командом вицеадмирала Микаве и ангажована је у патролирању око Соломонових острва, Нове Британије и Нове Ирске.

### Битка код острва Саво
У бици код острва Саво 9. августа 1942. године, 6. дивизија крстарица, тешка крстарица Чокаи, лаке крстарице Тенрју и Јубари и разарач Јунаги, започињу против савезничких снаха ноћну артиљеријско-торпедну акцију. Око 23:00 сати, са крстарица Чокаи, Фурутака и Како узлећу извиђачки хидроавиони. Летећи у круг, хидроавиони бацају светлеће ракете и осветљавају савезничке бродове, на које сви јапански бродови одмах отварају ватру. Аустралијска крстарица Канбера и америчке крстарице Асторија, Квинси и Винценес су потопљене, док су крстарица Чикаго и разарачи Ралф Талбот и Пеитерсан оштећени. На јапанској страни, Чокаи је погођена три пута, Кинугаса два, Аоба једном а Фурутака није оштећена и враћа се ка Кавиенгу 10. августа 1942. године.
Крајем августа, 6. дивизија крстарица и Чокаи напуштају Шортленд и ангажују се као даља заштита конвоја који преноси појачања за Гвадалканал. Тог дана, један авион Каталина из јединице ВП23 „Црне Мачке“ предузима, али неуспешно, напад на Фурутаку, при јасној дневној светлости. Фурутака се смешта између Киете и Рабаула, будући да јој је неопходна попуна горивом, и потпуно је снабдевена средином септембра. Фурутака је била неуспешно нападнута 12. септембра јужно од Нове Ирске од америчке подморнице С-47, и пролази без оштећења.

### Битка код рта Есперанс
Опремљене радарима, америчке крстарице Сан Франсиско, Боис, Солт Лејк Сити, Хелена и пет разарача су се кретали око краја Гвадалканала, затварајући прилаз острву Саво.
У 22:35 сати, радар са крстарице Хелена уочава јапанску флоту, и американцу успешно пресецају пут Јапанцима, „Т укрштањем“. Обе флоте отварају ватру, међутим адмирал Гото, мислећи да је био под „пријатељском ватром“, наређује обрт за 180 степени и на тај начин излаже сваки свој брод америчкој ватри. Аоба је тешко оштећена, а адмирал Гото је смртно рањен на њеном командном мосту. Одмах иза крстарице Аоба пловила је у колони крстарица Фурутака, која следећи сигнал са заставног брода скреће удесно и долази под јаку ватру са америчких бродова. Трећа крстарица у колони, Кинугаса скреће улево и на тај начин избегава америчку ватру. Амерички разарач Данкен лансира два торпеда према Фурутаки, међутим она промашују или им је отказао детонатор те не експлодирају. Данкен наставља са ватром (што ће да се испостави јако скупо по њега самог) ка Фурутаки, која је била оштећена од дејства многобројних топовских граната. У 23:54 Фурутака је погођена торпедом које поплављује предњу машинску собу. Током битке, око 90 граната је погодило Фурутаку, и неке од њих су изазвала експлозију торпеда која су се налазила на Фурутаки.
Дана, 12. октобра у 2:28 сати Фурутака је потонула. Капетана Аракија и 514 преживелих морнара покупили су јапански разарачи Хацујуки, Муракумо и Ширајуки. Тридесет три члана посаде је погинуло а 110 се водило као нестали. Американцу су извукли 115 преживелих чланова посаде Фурутаке и одвели их у заробљеништво.
Фурутака је обрисана из списка јапанске флоте 10. новембра 1942. године

## Листа Капетана
- Капетан Коичи Шиозава - 31. март 1926 — 1. децембар 1926.
- Капетан Нобујоши Кикуи - 1. децембар 1926 — 15. новембар 1927.
- Капетан Јутака Ариама - 15. новембар 1927 — 10. децембар 1928.
- Капетан Ђиро Ониши - 10. децембар 1928 — 30. новембар 1929.
- Капетан Тоширо Таиђири - 30. новембар 1929 — 1. децембар 1930.
- Капетан Шиничиро Мачида - 1. децембар 1930 — 1. децембар 1931.
- Капетан Кацујоши Иноуе - 1. децембар 1931 — 1. децембар 1932.
- Капетан Чузо Такајама - 1. децембар 1932 — 15. новембар 1933.
- Капетан Ђиро Саито - 15. новембар 1933 — 15. новембар 1934.
- Капетан Какуџи Какута - 15. новембар 1934 — 15. новембар 1935.
- Капетан Ђуничи Мизуно - 15. новембар 1935 — 1. децембар 1936.
- Капетан Мики Оцука - 1. децембар 1936 — 1. децембар 1937.
- Капетан Саичиро Томонари - 1. децембар 1937 — 20. април 1938.
- Капетан Масао Окамура - 20. април 1938 — 15. децембар 1938.
- Капетан Ко Ито - 15. децембар 1938 — 15. новембар 1939.
- Капетан Казутака Шираиши - 15. новембар 1939 — 19. октобар 1940.
- Капетан Ко Накагава - 19. октобар 1940 — 28. новембар 1941.
- Капетан Цутау Араки - 28. новембар 1941 — 12. октобар 1942.